# آیزاک کلارک
آیزاک کلارک (به انگلیسی: Isaac Clarke) یک شخصیت خیالی و قهرمان اصلی در مجموعه بازیهای فضای مرده و یک مهندس سیستم‌های کشتی‌های فضایی است.

## زندگینامه
آیزاک کلارک در ۵ ژوئن سال ۲۴۶۵ میلادی متولد شد، آیزاک با والدین خود، پول کلارک (به انگلیسی: Poul Clarke) یک طراح کشتی و اوکتاویا کلارک (به انگلیسی: Octavia Clarke) یک یونیتولوژیست (به انگلیسی: Unitologist) در کرانه دریای شمال شرقی آمریکا زندگی می‌کرد.